# Fufajka

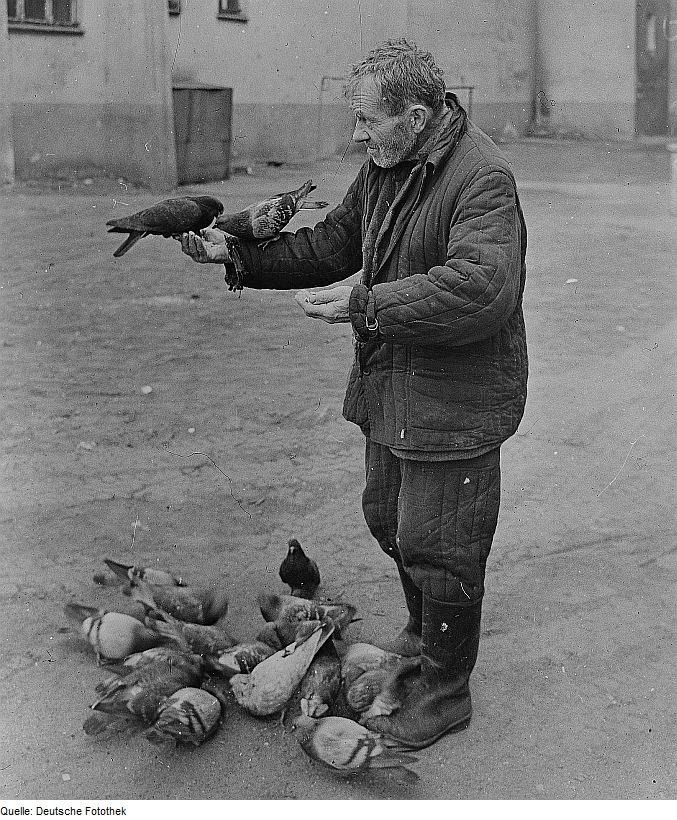
Mężczyzna w ubiorze typu „tiełogrejka” karmiący gołębie (Wrocław, 1967)

Fufajka lub kufajka lub waciak (z ros. фуфайка, куфайка – nazwa ta ma jednak starszy rodowód i wywodzi się od mongolsko-tatarskiego słowa фофудья („fofudia”) oznaczającego ciepłą odzież, fufajkę, waciak) – ciepły ubiór wierzchni w formie grubej obustronnie pikowanej kurtki chroniący przed mrozem i chłodem. Szyty głównie na watolinie.
Przeważnie jest to ciepła kurtka robocza szyta z drelichu. Może występować także jako zwykła pikowana kurtka zimowa i być szyta z innych materiałów. Występują modele z rękawami, a także bezrękawniki. Analogicznie produkowano watowane spodnie.
Odzież szczególnie popularna w Europie Wschodniej i na terenie Rosji.
W Rosji takie znaczenie jest przestarzałe, obecnie fufajka to bluza, koszulka, sweter, a watowana odzież to watnik.